# イエローテイル (ワイン)

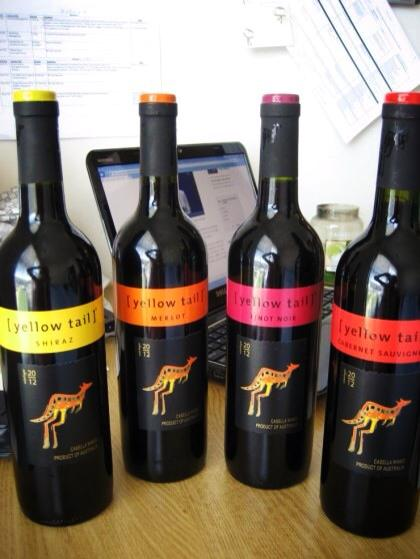
イエローテイルのワイン

イエローテイル(Yellow Tail)は、カセラが製造するオーストラリアワインのブランドである。正式には[ yellow tail ]と表記される。カセラは、ニューサウスウェールズ州イェンダに所在し、イエローテイルもそこで作られる。

## 歴史
1957年、Filippo Casellaと妻のMariaを中心としたカセラ家は、シチリアからオーストラリアに移住した。
イエローテイルは、それまで他のワイナリーにバルクワインを供給していたカセラ家のワイナリーが瓶詰めワイン市場に参入するために開発された。イエローテイルのブランドは、もともと輸出向けに2000年に開発された。2011年には、アメリカ合衆国で最多の輸入ワインとなった。
商品名は、シマオイワワラビー(Yellow-footed rock-wallaby)に由来する。

## ブドウ園
ニューサウスウェールズ州のリバリーナやグリフィスに所在する広さ約540エーカー（220ヘクタール）のブドウ園で、全ワインの約3%を生産している。

## ワイン
イエローテイル用のブドウの約1/3がリバリーナで収穫され、残りはオーストラリア南東部の別のブドウ園で収穫される。スパークリングワインやブレンドワイン、ロゼワインの他に、マスカット、リースリング、セミヨン、ソーヴィニヨン・ブラン、ピノ・グリ、シャルドネ、ピノ・ノワール、メルロー、グルナッシュ、シラーズ、カベルネ・ソーヴィニヨン等の様々な品種のブドウからイエローテイルが作られている。各々のワインは異なるラベル色を持ち、例えば、メルローのラベルは橙色、シラーズのラベルは黄色である。

## 国際的な売上げ
2000年、カセラスは、アメリカ合衆国でイエローテイルを流通させるため、一族のワイン販売会社であるW.J. Deutsch & Sonsに加わった。2001年には20万ケースの売上げだったが、翌年には220万ケースの売上げに飛躍した。2005年には、イエローテイルの売上げは、アメリカ合衆国におけるフランス産の全ワインの売上げを超えた。
イギリスでも成功を収め、2000年には、歴史上初めて、オーストラリアからのワインの輸入がフランスからの輸入を上回った。

### 詐欺
2021年、バイヤーからのクレームを受け、イングランドのバーミンガム周辺のいくつかの地元店舗で、イエローテイルの偽物が販売されていることが判明した。